# Mummia di Manchester

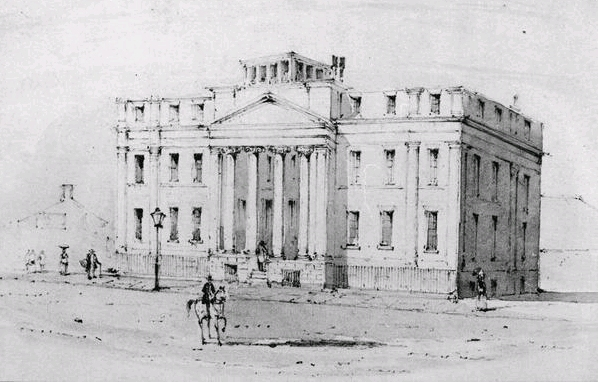
Il Museo della Manchester Natural History Society, circa 1850, in cui fu esposto il corpo mummificato di Hannah Beswick.

Mummia di Manchester (o anche Mummia di Birchin) fu il nome dato al corpo mummificato di Hannah Beswick (Hollinwood, 1688 – Manchester, febbraio 1758), una facoltosa signora inglese del XVIII secolo che aveva una paura patologica della sepoltura prematura.
In seguito alla sua morte nel 1758 il suo corpo fu imbalsamato e non sepolto, in modo da essere periodicamente controllato per eventuali segni di vita. Il metodo di imbalsamazione non fu mai descritto, ma probabilmente prevedeva di sostituire il sangue con una miscela di trementina e vermiglione. Il corpo fu poi rinchiuso in una vecchia cassa di orologio e messo nella casa del medico di famiglia della Beswick, il dottor Charles White. Le volontà apparentemente eccentriche della Beswick la resero una celebrità locale e gli ospiti erano autorizzati a vederla nella casa di White.
Il corpo mummificato della Beswick fu alla fine lasciato in eredità al Museo della Manchester Natural History Society, dove fu esposto acquisendo il succitato soprannome di Mummia di Manchester, o Mummia di Birchin Bower. La collezione del museo fu più tardi trasferita alla Manchester University, quando si decise con il permesso del vescovo di Manchester che la Beswick avrebbe dovuto finalmente essere sepolta. La cerimonia ebbe luogo presso il cimitero di Harpurhey il 22 luglio 1868, più di centodieci anni dopo la sua morte; la tomba è anonima.

## Storia

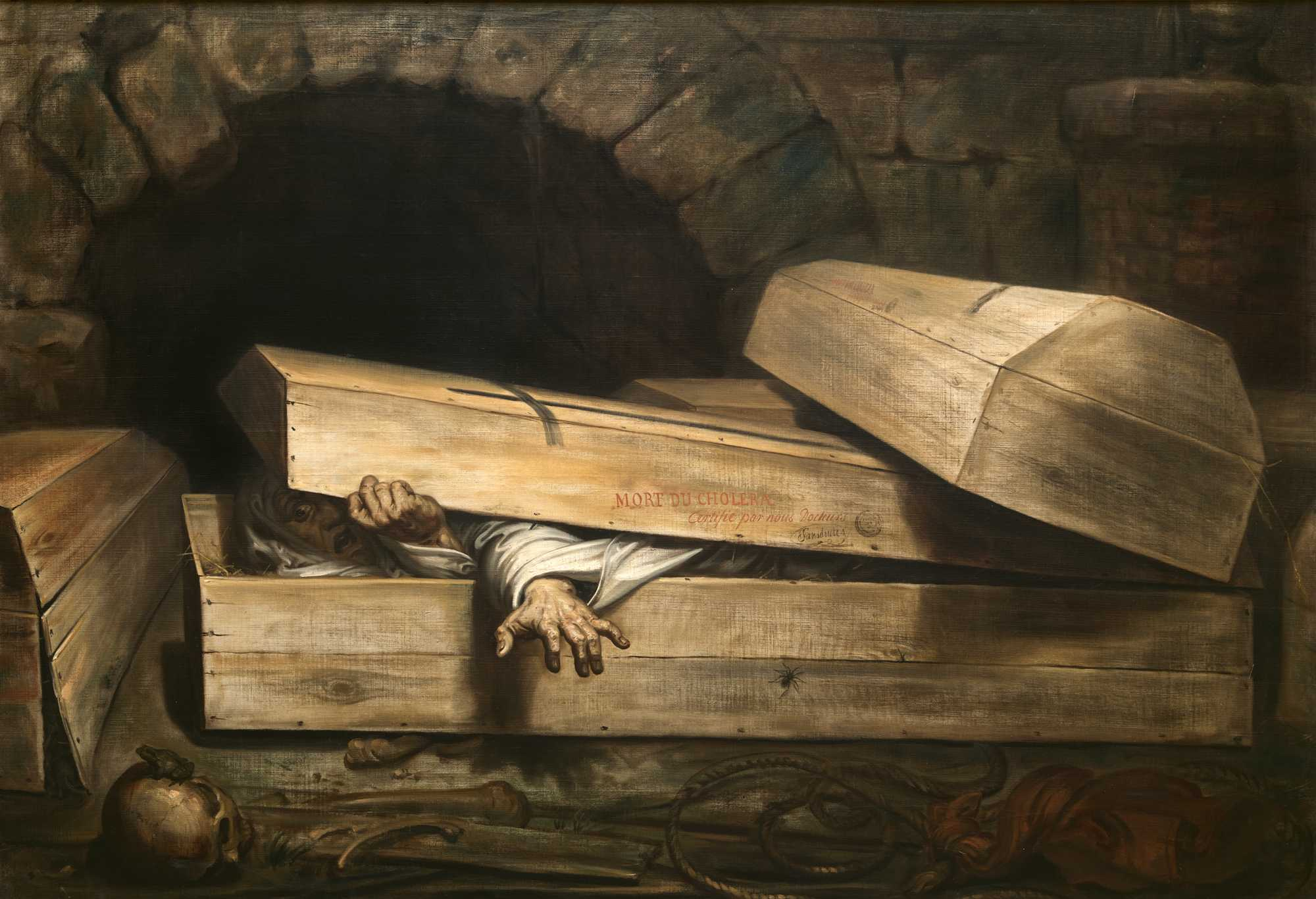
Antoine Wiertz, L'inumazione precipitosa (L'Inhumation précipitée), 1854

La metà del XVIII secolo vide un aumento della paura delle persone di essere erroneamente sepolte vive e molto si dibatteva circa l'incertezza dei segni della morte. Venivano dati vari suggerimenti per verificare eventuali segni di vita prima della sepoltura, che andavano dal versare aceto e pepe nella bocca del cadavere, applicare attizzatoi roventi sui piedi, o addirittura nel retto. Scrivendo nel 1895, il medico J. C. Ouseley affermava che ben 2 700 persone venivano sepolte prematuramente ogni anno in Inghilterra e Galles, anche se altri studiosi hanno stimato che la cifra fosse più vicina a 800.
Hannah Beswick nacque nel 1688 ed ereditò una notevole ricchezza da suo padre, John Beswick di Failsworth. Alcuni anni prima della sua morte, uno dei fratelli di Hannah, John, aveva mostrato segni di vita proprio mentre il coperchio della sua bara era sul punto di essere chiuso. Qualcuno dei presenti aveva notato che le palpebre di John sembravano avere uno sfarfallio e un esame del medico di famiglia, il dottor Charles White, confermò che era ancora vivo. John riprese conoscenza qualche giorno dopo e visse per molti anni ancora.
Jessie Dobson, curatore del Registro del Museo del Royal College of Surgeons of England, dichiarò che sembrava che ci fossero molte "inesattezze e contraddizioni" negli eventi che seguirono la morte della Beswick nel 1758. Molti suggeriscono che avrebbe lasciato 25000 £ (equivalenti a circa 3 milioni di sterline del 2016) a White, pioniere di ostetricia e uno dei fondatori del Manchester Royal Infirmary, a condizione che il suo corpo fosse tenuto fuori terra, e che periodicamente fosse controllato per eventuali segni di vita. Il testamento della Beswick tuttavia, in data 25 luglio 1757 (meno di un anno prima della sua morte), afferma soltanto che White doveva ricevere 100 £ (equivalente a 12000 £ del 2016, calcolata l'inflazione) e che altre 400 £ (equivalenti a 48000 £ del 2016, per inflazione) dovevano essere destinate alle spese funerarie. Alcuni rapporti hanno suggerito che White fosse un esecutore della volontà della Beswick e che ricevette le 400 £ egli stesso, somma dalla quale gli era permesso trattenere l'eventuale eccedenza, una volta che le spese del funerale fossero state pagate. Il fatto che la Beswick fosse stata imbalsamata gli permise quindi di tenere per sé l'intero importo. Un'altra ipotesi fu che White fosse notevolmente in debito con la Beswick, un debito che avrebbe dovuto essere rimborsato dopo il funerale, che era stato evitato con l'imbalsamazione ed inoltre che i nomi degli esecutori testamentari della Beswick erano Mary Graeme e Esther Robinson, non White. Nel 1866, più di 100 anni dopo la sua morte, i dettagli della volontà della Beswick erano ancora oggetto di discussione.

## Imbalsamazione

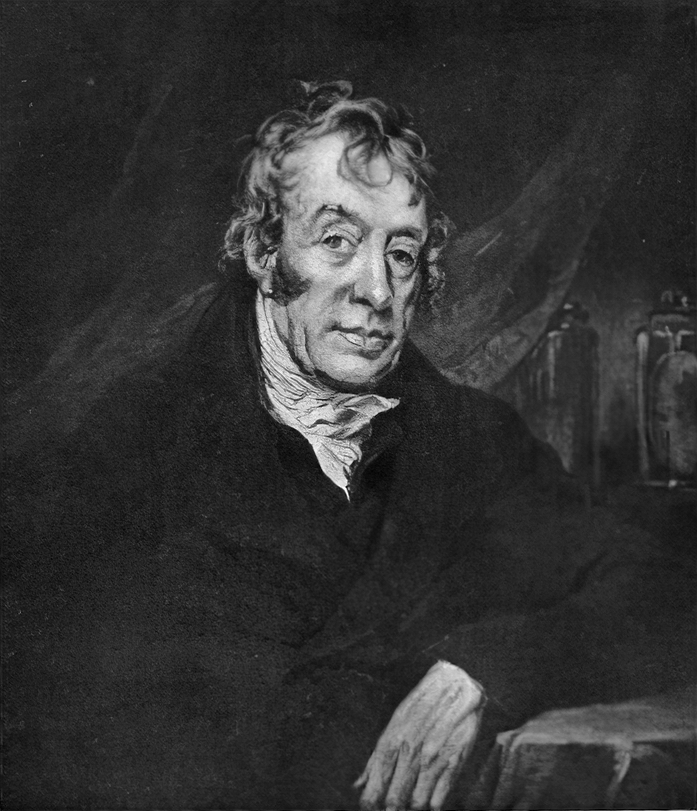
Charles White

Nel testamento del 1757 della Beswick non si fa menzione del suo desiderio di essere imbalsamata. Si è pensato che a White fosse stato chiesto di tenere la Beswick fuori terra solo fino a quando non fosse stato chiaro che era in realtà morta, ma che egli non poté resistere alla tentazione di aggiungere una mummia alla sua collezione di reperti "umidi e secchi" e quindi prese la decisione di imbalsamarla. White aveva sviluppato un particolare interesse per l'anatomia durante gli studi di medicina a Londra e aveva messo insieme una raccolta di "curiosità", che al momento della sua morte, comprendevano lo scheletro di Thomas Higgins, un bandito e ladro di pecore impiccato per furto con scasso, nonché la mummia di Hannah Beswick.
Il metodo di imbalsamazione utilizzato da White non è riportato, ma nel 1748 egli aveva studiato sotto l'anatomista William Hunter, che aveva sviluppato un sistema precoce di imbalsamazione arteriosa, quindi è probabile che il White abbia usato lo stesso metodo. Le vene e le arterie sarebbero stati iniettate con una miscela di trementina e vermiglione, dopo di che gli organi interni sarebbero stati rimossi dal torace e dall'addome e posti in acqua per pulirli e per ridurre la loro massa. Per quanto possibile il sangue sarebbe allora stato spremuto fuori del cadavere e tutto il corpo lavato con alcol. La fase successiva sarebbe stata quella di sostituire gli organi e di ripetere l'iniezione di trementina e vermiglione. Le cavità del corpo sarebbero poi state riempite con una miscela di canfora, nitrato di potassio e resina, prima che il corpo fosse definitivamente ricucito e tutte le aperture riempite di canfora. Dopo un lavaggio finale, il corpo sarebbe stato composto in una scatola contenente gesso, per assorbire l'umidità e quindi probabilmente rivestito con catrame, per preservarlo.

## Esposizione
Il corpo mummificato della Beswick fu inizialmente tenuto ad Ancoats Hall, la casa di un altro membro della famiglia Beswick, ma fu presto trasferito in una stanza in casa del Dr White a Sale, Cheshire, dove fu conservato in una vecchia cassa di orologio. Il testamento apparentemente eccentrico della Beswick la rese una celebrità; l'autore Thomas de Quincey fu tra quelli che andò a vederla a casa di White. Dopo la morte di White nel 1813, il corpo della Beswick fu lasciato in eredità ad un certo Dr. Ollier, alla cui morte nel 1828 fu donato alla Società del Museo di Storia Naturale di Manchester, dove divenne noto come la Mummia di Manchester, o la Mummia di Birchin Bower. Era mostrato nella sala d'ingresso del museo, accanto a una mummia peruviana e una egiziana e i parenti della Beswick potevano accedere liberamente per visitarla come volevano. Fu descritta da un visitatore nel 1844 come "uno degli oggetti più importanti del museo". La "fredda oscura ombra della sua mummia incombeva su Manchester alla metà del XVIII secolo", secondo lo scrittore Edith Sitwell.

Non ci sono immagini di Hannah Beswick. Uno dei pochi racconti contemporanei di lei è fornita da Philip Wentworth, uno storico locale: 
Poco dopo il trasferimento al museo della Manchester University nel 1867 fu deciso che poiché la Beswick era "irrevocabilmente e inequivocabilmente morta", fosse per lei giunto il momento di essere sepolta. Ma dal 1837 una legge del Regno Unito richiedeva che un medico legale scrivesse un certificato di morte prima che avvenisse la sepoltura; siccome la Beswick era morta nel 1758 dovette essere fatto un appello al segretario di Stato, che emise un ordine per la sua sepoltura. Con il permesso del vescovo di Manchester, Hannah Beswick fu sepolta in una tomba senza nome nel cimitero Harpurhey il 22 luglio 1868, più di 110 anni dopo la sua morte.

## Tesoro e presunte apparizioni
Il principe Carlo Edoardo entrò in Manchester alla testa del suo esercito invasore nel 1745, provocando una certa apprensione alla Beswick sulla sicurezza del suo denaro, che quindi decise di seppellire. Poco prima della sua morte, promise di mostrare ai suoi parenti dove era nascosto il tesoro, ma non sopravvisse abbastanza a lungo per farlo. La sua casa, Birchin Bower, fu trasformata in casa dei lavoratori dopo la sua morte. Molti di coloro che vivono lì affermano di aver visto una figura vestita di un abito di seta nera ed un berretto bianco e l'hanno descritta come Hannah Beswick. Dopo, scivolando attraverso il salone della casa, l'apparizione sarebbe svanita in un punto particolare del lastricato. Si sostiene che mentre scavava per adattare bene un nuovo telaio, un tessitore che abitava lì abbia scoperto il tesoro d'oro della Beswick, nascosto sotto la stessa pietra del lastricato. Un certo Oliphant, un rivenditore d'oro di Manchester, avrebbe pagato il tessitore 3 £ e 10 scellini per ogni pezzo d'oro.
Birchin Bower fu infine demolita per far posto ad una fabbrica della Ferranti, ma vennero ancora riferiti avvistamenti dell'apparizione.